# Schwarzschnabelturako
Der Schwarzschnabelturako (Tauraco schuettii) ist eine Vogelart aus der Gattung der Helmturakos (Tauraco) und gehört zu der Familie der Turakos (Musophagidae).

## Vorkommen

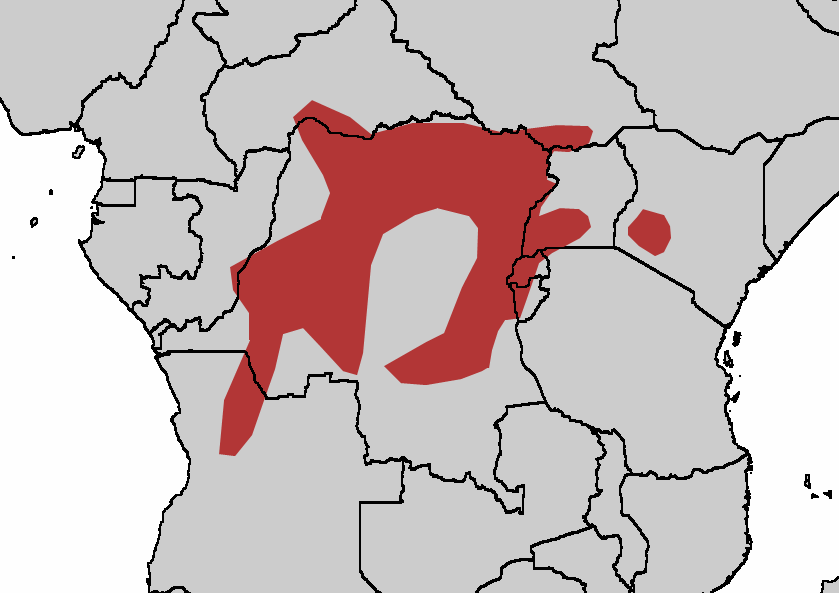
Verbreitung des Schwarzschnabelturakos

Diese Art ist endemisch in Subsahara-Afrika, brütet in Zentralafrika und kommt in der Demokratischen Republik Kongo, in Uganda, Westkenia, Burundi, Ruanda und im Südsudan vor.
Der Lebensraum umfasst Waldgebiete in 500 bis 2800 m Höhe, wobei der Vogel sich meist im Wipfelbereich aufhält.
Das Artepitheton bezieht sich auf den deutschen Eisenbahningenieur Otto Heinrich Schütt (1843–1888).

## Beschreibung
Der Schwarzschnabelturako ist etwa 40 cm groß, das Männchen wiegt zwischen 215 und 267, das Weibchen zwischen 199 und 272 g. Dieser Turako ist dem Guinea-Turako (Tauraco persa) sehr ähnlich,  aber der Schnabel ist schwarz und nicht rot und die Haube ist gleichmäßiger gerundet mit weißen Spitzen. Mantel, Rumpf, Oberschwanzdecken und Flügel sind violett-blau, die Brustunterseite bis zu den Unterschwanzdecken grau. Der weiße Über- und Unteraugenstreif sind hinten durch eine dünne schwarze Ohrdecke und vorne durch einen breiten schwarzen Streifen abgegrenzt. Die Augen sind haselnussbraun, die umgebende federlose Haut ist rot. Der Unterschnabel ist an der Basis dunkelrot, Beine und Füße sind schwärzlich. Die Geschlechter gleichen sich, Jungvögel sind matter gefärbt, der Schnabel ist durchgehend schwarz.
Schwarzschnabelturakos sind Standvögel.

## Geografische Variation
Es werden folgende Unterarten anerkannt:
- T. s. schuettii (Cabanis, 1879), Nominatform – von der Demokratischen Republik Kongo östlich bis zum Ituribecken und südlich bis Nordangola
- T. s. emini Reichenow, 1893, – Südsudan bis Osten der Demokratischen Republik Kongo, Uganda, Burundi, Westkenia und Nordtansania

## Stimme
Der Ruf wird als Folge von 10 bis 22 Krächzlauten beschrieben, leise beginnend, dann schneller und lauter werdend und gleicht dem des Guinea-Turakos.

## Lebensweise
Die Art ernährt sich ausschließlich von Früchten bevorzugt von Musangabäumen. Meist tritt er in kleinen Gruppen von 2–3 Individuen auf.
Die Brutzeit liegt zwischen März und Mai, zwischen August und September in Zaire, zwischen Februar und Mai in Uganda. Das Nest wird aus Zweigen in 3 bis 5 m Höhe in dichten Lianen gebaut. Das Gelege besteht aus 2 weißen Eiern, die von beiden Elternvögeln ausgebrütet werden.

## Gefährdungssituation
Die Art gilt als nicht gefährdet (Least Concern).